# Ensis californicus
Ensis californicus är en musselart som beskrevs av Dall 1899. Ensis californicus ingår i släktet Ensis och familjen knivmusslor. Inga underarter finns listade i Catalogue of Life.